# Krucze Skały (Pogórze Kaczawskie)
Krucze Skały – formy piaskowcowe na Pogórzu Kaczawskim we wsi Jerzmanice-Zdrój.
Pod względem geologicznym znajdują się one w synklinarnym rowie Leszczyny.
Są to ściany zbudowane z górnokredowych piaskowców średnio- i gruboziarnistych osadzonych na dnie płytkiego, przybrzeżnego morza w turonie, ok. 91-88 mln lat temu. Okruchy skalne zostały przyniesione przez wody rzeczne z niszczonego lądu wyspy wschodnio-sudeckiej i usypane w formie języka piaskowcowego. Piaskowce w górnej partii skał przechodzą w piaskowce zlepieńcowate i zlepieńce. Posiadają one ubogą faunę rzadko można w nich znaleźć ośrodki małżów (Exogyra columba, Inoceramus hercynicus, Inoceramus labiatus, Pecten cretacea) oraz jeżowców z gatunku Catopygus amygdalus.
Odsłonięcie Kruczył Skał jest wynikiem erozyjnej działalności rzeki Kaczawa. Natomiast dolna, gładka część ścian w południowej części jest efektem działalności kamieniołomu, który istniał prawdopodobnie już w XVI w. W XVII w. bloków piaskowca stąd pochodzącego użyto przy przebudowach ratusza i Bazyliki św. Elżbiety Węgierskiej we Wrocławiu. Łom działał aż do początków XX wieku. W górnej części skał, fantastycznie ukształtowanych przez naturę występują efektowne półki, szczeliny, grzyby, kazalnice i baszty skalne. Dwie z nich przyrównuje się do postaci ludzkich.

## Skalne źródełko
U podnóża skał przy zabagnionej, niegdyś zmeliorowanej równince znajduje się  skalne źródełko z XIII w., zwane też źródełkiem św. Jadwigi (Kamienne Źródło, niem. Felsenquelle), do którego prowadzi kolumnowy portal z trójkątnym tympanonem, pod którym na fryzie jest napis Felsenquelle. Portal wybudowano w stylu klasycystyczny pod koniec XIX w. Jest to relikt czasów, kiedy w  Jerzmanicach-Zdroju (niem. BadHermsdorf) funkcjonował zakład przyrodo-leczniczy. Od miejsca źródła na przestrzeni kilkudziesięciu metrów warstwy piaskowców mocno wyginają się ku górze w związku z biegnącym tu tektonicznym uskokiem Jerzmanic.
Podczas funkcjonowania uzdrowiska w Jerzmanicach-Zdroju, w obrębie Kruczych Skał utworzono szereg alejek spacerowych oraz kamienne i żeliwne schody. Obecnie stanowią one świetne miejsce do wypoczynku i rekreacji. Same Krucze Skały są natomiast doskonałym miejscem do uprawiania wspinaczki, w szczególności wspinaczki skalnej i piaskowcowej. Znajdujące się na ścianie rysy skalne uważane są za najdłuższe i najpiękniejsze rysy w Polsce
W najbliższym otoczeniu znajduje się dworzec kolejowy z końca XIX wieku oraz rzeka Kaczawa i jej dopływ – Drążnica.
Uwaga dla zwiedzających: górna krawędź odsłonięcia skalnego nie posiada zabezpieczeń. Zagrożenie upadkiem z dużej wysokości!

## Galeria

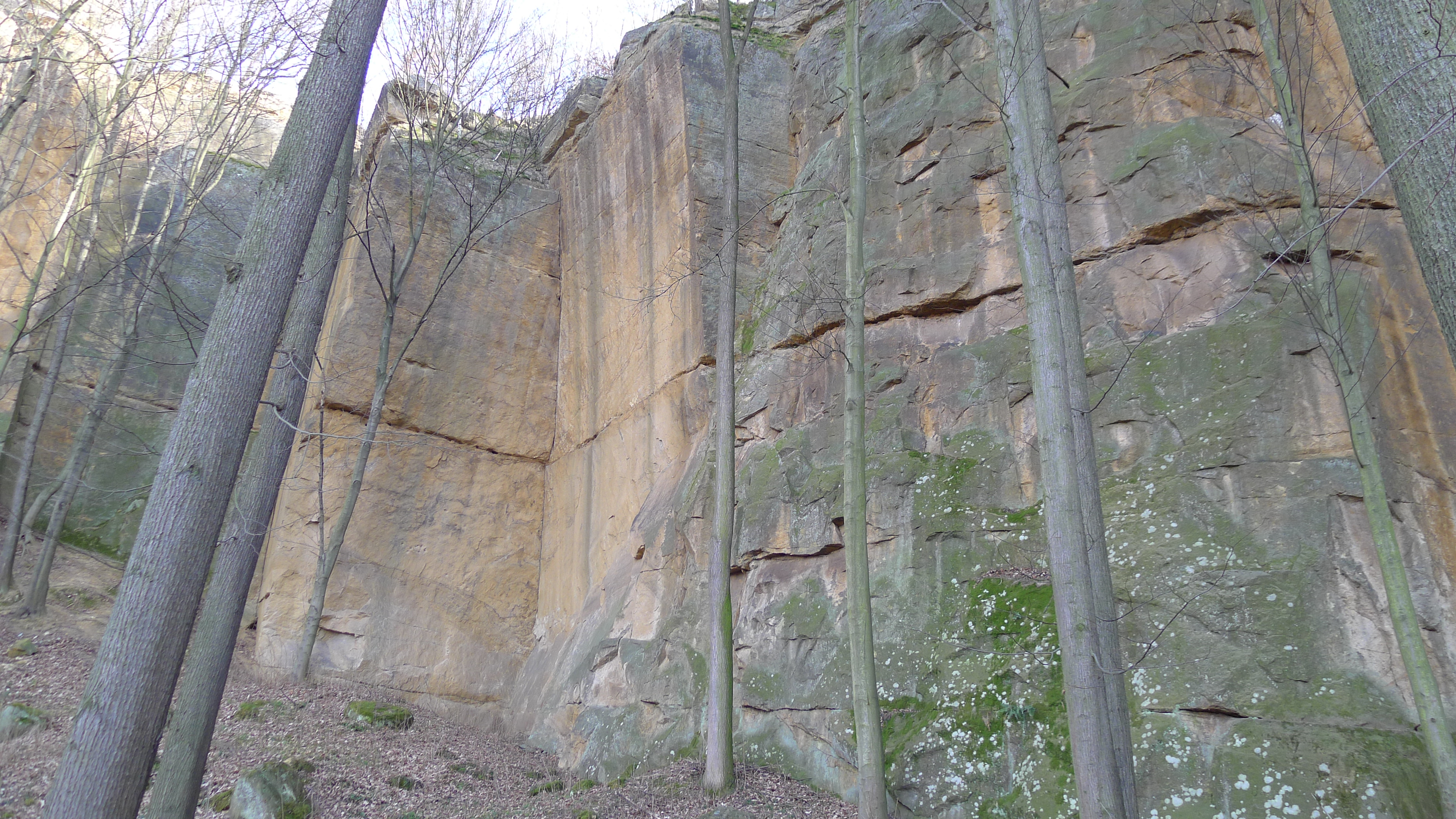
Krucze Skały w Jerzmanicach-Zdroju
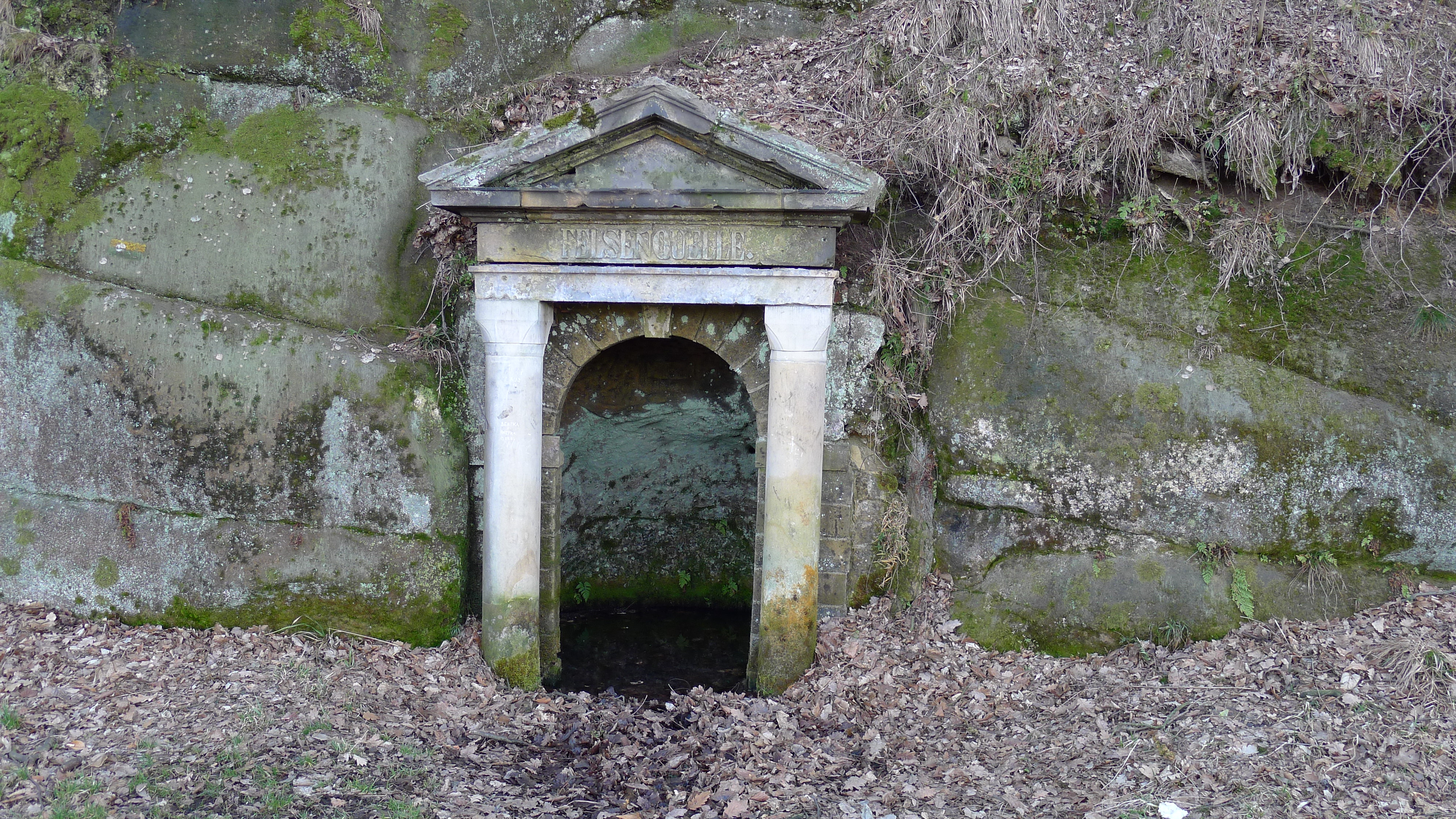
Skalne źródło pod Kruczymi Skałami
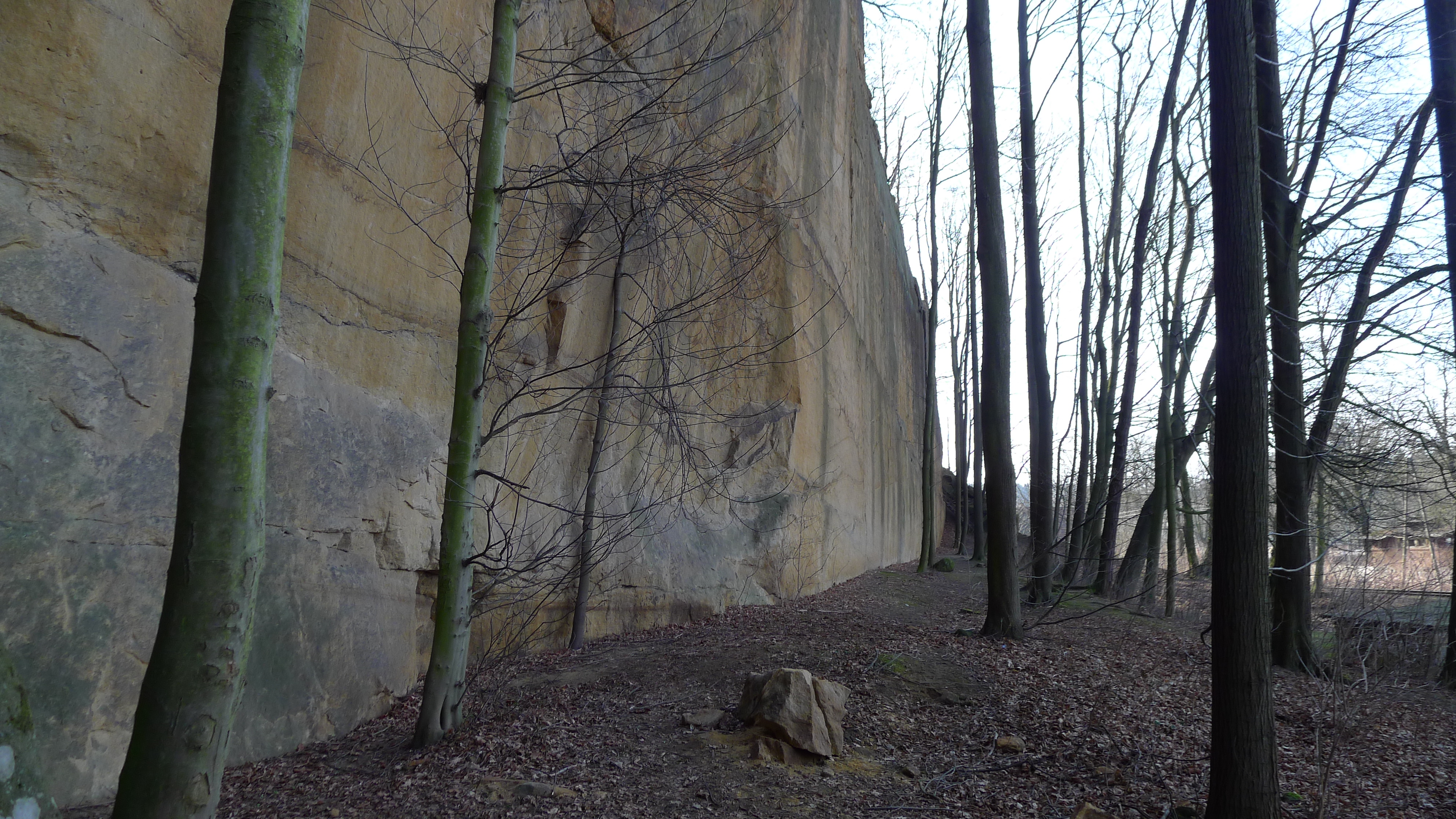
Krucze Skały - łom zachodni
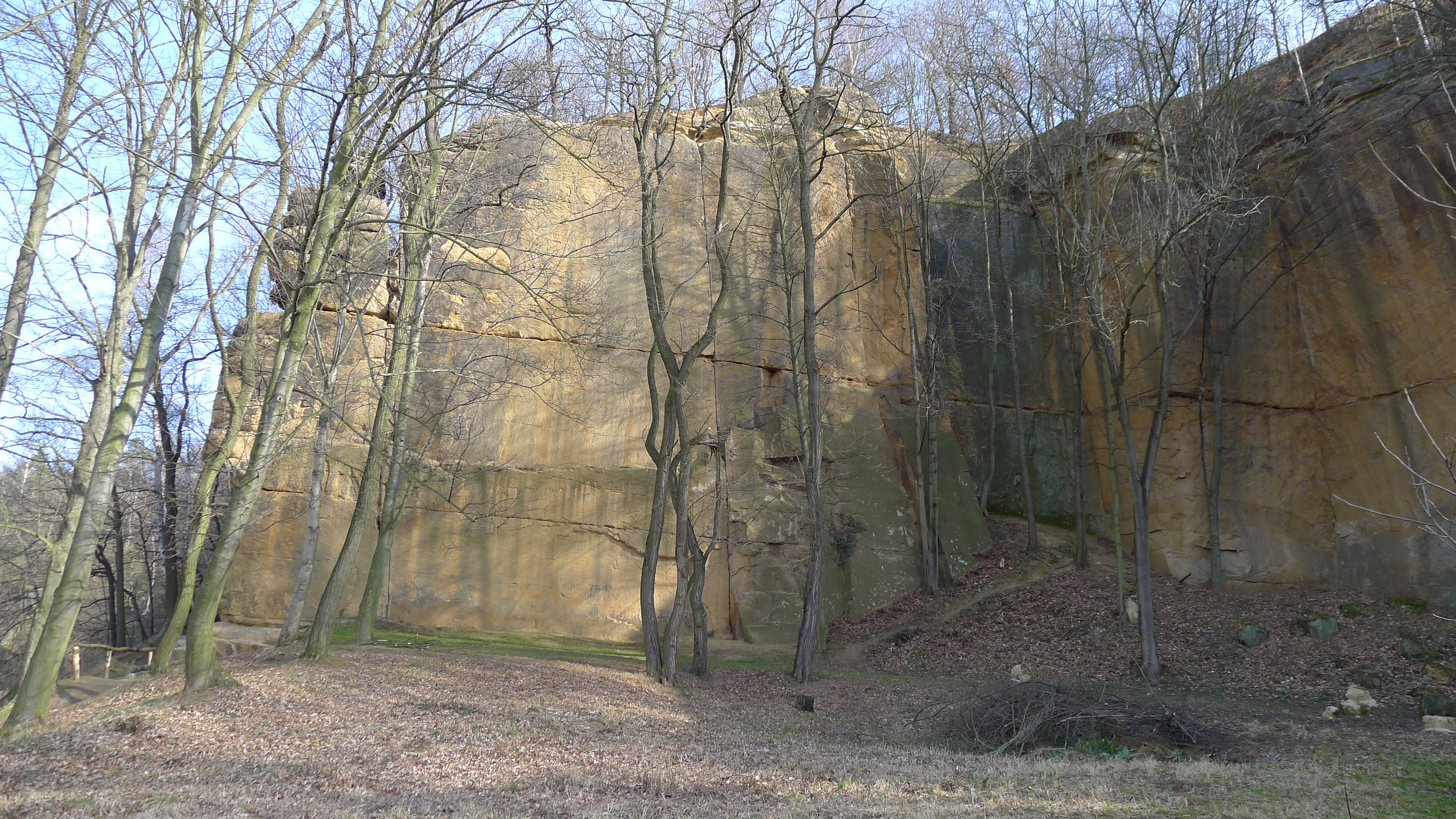
Krucze Skały - łom północny